# روبرت جي. ونايت
روبرت جي. ونايت (بالإنجليزية: Robert G. Knight)‏ هو سياسي أمريكي، ولد في 31 يوليو 1941. حزبياً، نشط في الحزب الجمهوري.